# Vic Chesnutt
Vic Chesnutt, celým jménem James Victor Chesnutt, (12. listopadu 1964 – 25. prosince 2009) byl americký zpěvák a kytarista. Hudbě se věnoval od dětství a již od pěti let psal písně. V osmnácti letech byl zraněn při autonehodě a zbytek života strávil na invalidním vozíku. Své první sólové album, které dostalo název Little, vydal v roce 1990 a jeho producentem byl Michael Stipe ze skupiny R.E.M. Později vydal řadu dalších alb. To poslední, Skitter on Take-Off z roku 2009, produkovali Jonathan Richman a Tommy Larkins. V roce 1993 přispěl coververzí písně „Hickory Wind“ na tributní album Conmemorativo: A Tribute to Gram Parsons. Roku 2004 se podílel na coververzi písně „Way It Goes“, která vyšla na albu Por Vida: A Tribute to the Songs of Alejandro Escovedo. Zemřel na předávkování svalovými relaxanty, které ho dostaly do kómatu, ve věku 45 let.